# Prochasma dentilinea
Prochasma dentilinea là một loài bướm đêm trong họ Geometridae.